# Pristimantis boconoensis
Espèce
Synonymes
- Eleutherodactylus boconoensis Rivero & Mayorga, 1973

Statut de conservation UICN

 VU B1ab(iii) : Vulnérable
Pristimantis boconoensis est une espèce d'amphibiens de la famille des Craugastoridae.

## Répartition
Cette espèce est endémique de l'État de Trujillo au Venezuela. Elle se rencontre dans les environs de Boconó entre 2 700 et 3 150 m d'altitude sur le Páramo de Guaramacal.

## Étymologie
Son nom d'espèce, composé de bocono et du suffixe latin -ensis, « qui vit dans, qui habite », lui a été donné en référence au lieu de sa découverte.

## Publication originale
- Rivero & Mayorga, 1973 : Un nuevo Eleutherodactylus (Amphibia, Salienta) del Paramo de Guaramacal, Estudo Trujillo, Venezuela. Caribbean Journal of Science, vol. 13, no 1/2, p. 75-79.